# منصة التسويق عبر الإنترنت
منصة التسويق عبر الإنترنت (OMP) هي نظام متكامل يعتمد على شبكة الإنترنت يجمع بين مزايا دليل الأعمال ومحرك البحث المحلي وأدوات تحسين محركات البحث (SEO) وحزمة إدارة علاقات العملاء (CRM) ونظام إدارة المحتوى (CMS).
حتى الآن؛ حقق التسويق عبر الإنترنت نموًا هائلاً على الصعيد العالمي، إلا أن ذلك النمو انقلب مؤخرًا ليكون على المستوى المحلي. لذا، أصبح يعرف باسم المنصة المحلية للتسويق عبر الإنترنت، ولا يكون همها الأول حشد أجزاءٍ كبيرة من السوق؛ وإنما الانتشار في جماعاتٍ محليةٍ صغيرة وتلبية احتياج السوق محليًا.